# Нишки фестивал полена
Нишки фестивал полена је изложбено-продајни фестивал и привредно-туристичка манифестација која се традиционално одржава у Нишкој Бањи. Током одржавања фестивала излажу се и могу купити пчелињи производи, првенствено полен и перга, мед, као и прибор и опрема за пчеларство.

## Опште информације
Фестивал полена се у организацији Удружења пчелара „Сува планина“ Нишка Бања и Пчеларске задруга „Сува планина Мед“ Нишка Бања, одржава на централном шеталишту у Нишкој Бањи крајем априла априла сваке године, у трајању од два дана. У току фестивала посетиоци могу да погледају и купе бројне пчелиње производе. 
Као пропратне манифестације   „Нишког фествиала полена“, организују се и трибине о пчелињим производима и актуелним проблемима у пчеларству и предавање за пчеларе на тему „Производња полена и перге“, али и културно-забавни програм уз учешће културно-уметничких друштава и уметника из Нишке Бање, Ниша и околине.

## Циљ манифестације
Циљ манифестације Нишки фестивал полена према речима организатора је...
...популаризација пчеларства, пчеларске производње и едукација грађана, посебно омладине у производњи по европским стандардима и значају коришћења пчелињих производа као здраве хране у исхрани грађана, посебно деце.
Да би се остварили ови циљеви у оквиру манифестације организују се предавања и видео презентација о апитерапији, квалитету српског меда, повећању примарне производње и могућности организованог наступа пчелара и произвођача пчеларске опреме на тржишту, као и продајна изложба.